# Ouliana Néchéva
Ouliana Néchéva (en ukrainien : Уляна Ахсарбеківна Нєшева), née le 26 novembre 1983 à Kertch, en Crimée (alors en RSS d'Ukraine) est une artiste peintre et tatoueuse ukrainienne contemporaine.
Après des études à l'Académie d'État de design et d'art de Kharkiv , elle s'est installée à Kiev, où elle est devenue peintre. Depuis 2010, elle a créé une cinquantaine de peintures et organisé plusieurs expositions solos (en). Ses œuvres se trouvent principalement dans des collections privées et à l'Institut d'art contemporain de Miami.
En 2014, elle a commencé une carrière de tatoueuse. En 2017, elle a ouvert son premier studio à Kiev. Elle est régulièrement citée parmi les tatoueurs minimalistes les plus recherchés d'Ukraine, réputée pour ses dessins aux lignes fines et son style floral. Sa clientèle compte des artistes ukrainiens comme Nadia Dorofeïeva, Nata Jyjchenko et Yevhen Filatov (uk). Elle a également touché à la mode et au graphisme.

## Biographie

### Années de formation
Ouliana Néchéva est née le 26 novembre 1983 à Kertch. En 1990, elle entre à l'école d’art de Roman Serdiouk. Ses professeurs, parmi lesquels Viktor Zaporojets, remarquent ses capacités artistiques et sa mère encourage son talent et ses efforts créatifs. En mai 1998, à l'âge de quinze ans, elle est diplômée en tant qu’élève externe du lycée Jelyabov de Kertch. En 1999, elle suit des cours particuliers auprès de l'artiste académique Tetiana Dydnik.
En 2000, elle déménage à Kharkiv, où elle s'inscrit à l'Académie d'État de design et d'art de la ville. Selon son propre récit : « La première chose que j'ai faite a été d'acheter une toile et quelques tubes de peinture à l'huile, et c'est à ce moment-là que j'ai trouvé ma voie en tant qu'artiste. Depuis, je travaille uniquement avec la peinture à l'huile, car pour moi la peinture acrylique, comme la gouache, n'a pas de force intérieure en elle. » Parallèlement, elle s'intéresse à la photographie argentique et aux arts graphiques ; elle produit des illustrations, des lithographies et des séries de photographies conceptuelles.

### Carrière

#### Peinture
Ouliana Néchéva commence sa carrière d'artiste professionnelle au début des années 2000, explorant diverses techniques de peinture et créant des œuvres graphiques principalement pour des publications locales. Elle développe un style qui combine une palette délirante avec une précision photographique qui ne va cependant pas jusqu'au photoréalisme. En juin 2010, elle remporte la première place à la Semaine d'art de Kiev ; la même année, elle expose son travail à la Semaine d'art de Berlin (de).
Au cours des années qui suivent, elle adopte une approche de plus en plus expérimentale qui nourrit ses changements stylistiques. De 2010 à 2016, elle organise plusieurs expositions solos (en) et crée une cinquantaine de peintures. Ses œuvres se trouvent principalement dans des collections privées ainsi qu'à l'Institut d’art contemporain de Miami,. À ses dires, la peinture est restée depuis lors, en dépit de la diversification de ses activités, sa forme d'art préférée : « Les tatouages meurent avec les gens, mais les peintures vivront éternellement. »

#### Tatouage
En 2014, elle décide de s'essayer à l'art du tatouage,. Elle s'était fait faire son premier tatouage, un chat sur l'épaule, à l'âge de 16 ans, dans un studio de Kertch. Son intérêt pour cette forme d'art s’accroit lorsque son ami Andréï Bézpamyatny, tatoueur réaliste, lui montre comment utiliser la machine. Il lui faut deux jours pour acquérir la maîtrise nécessaire à réaliser sur elle-même un premier dessin, celui d'une fille à deux têtes revêtue d'une robe, évocation du lien étroit qui l’unit à sa sœur.
Plusieurs célébrités portent des tatouages réalisés par Ouliana Néchéva : Nadia Dorofeïeva, Nata Jyjtchenko, Yevhen Filatov (uk). Elle est réputée pour son style (en) minimaliste aux lignes fines et au dessin laconique, symbolisé par le motif du brin de lavande devenu un temps sa marque de fabrique,,,. Pionnière reconnue du style floral et minimaliste, elle est comptée parmi les meilleurs artistes tatoueurs d'Ukraine,,.
Le 4 février 2017, elle annonce l’ouverture à Kiev d’un studio de tatouage qui porte son nom. En novembre 2019, elle devient membre de l'Association nationale du tatouage et participe comme juge au premier festival de tatouage en ligne d’Ukraine,.
En novembre 2020, elle ouvre un nouveau studio, « 6:19 », à la conception duquel a travaillé le bureau d'architecture Balbek,.

#### Mode
Ouliana Néchéva s'est également fait un nom dans le secteur de la mode. En 2012, elle crée sa propre marque et lance une ligne de vêtements avec une amie. La fin de ce partenariat, six mois plus tard, ne met pas un terme à son implication dans ce domaine. En 2015, elle collabore avec le label ukrainien TTSWTRS, qui fonde chacune de ses nouvelles collections sur les œuvres d'artistes tatoueurs renommés,.
En 2017, quand Nike lance une « collection blanche » composée des principaux succès de la marque, elle participe à cette campagne promotionnelle en posant comme modèle pour présenter l'Air Force One. En 2018, elle est invitée à participer à un projet conjoint avec Puma et Buro 24/7 (en).
En 2019, la marque de bijoux ukrainienne Côte & Jeunot lance une collection de pendentifs et boucles d'oreilles d'or et d'argent gravés d'illustrations d'Ouliana Néchéva.

## Œuvre

### Diffusion et réception
Ouliana Néchéva connait une première forme de reconnaissance artistique en 2010, quand son tableau Sang bleu obtient la première place à la Semaine d’art de Kiev et est envoyé à la Semaine d’art de Berlin. Leonora Yanko, une galeriste ukrainienne, l’incite alors à réaliser sa première exposition solo, qui est présentée en mai 2011 à la galerie Houdgraf de Kiev.
En 2011 également, elle présente son travail à la Semaine d’art de Saint-Pétersbourg, en Russie. La même année, l'exposition « NoConcept », à la galerie Mystetskyi Prostir 365 de Kiev, constitue sa première rétrospective,. Selon le compte rendu du site Art Ukraine : « Dans l'art contemporain, qui s'appuie si étroitement sur le texte et les idées, l'absence de concept est perçue comme un concept. C'est pourquoi le titre du projet de Néchéva, « NoConcept », peut sembler n'être qu'un jeu anticonformiste de plus, de l'« art rebelle ». Mais dans cette exposition, contrairement à la plus grande partie de l’art contemporain, vous ne trouverez rien qui parle de protestation, ou qui pousse à faire quelque chose. La plupart des œuvres présentées à l'exposition sont des portraits […] Mais ce ne sont pas des portraits de personnes réelles, ni même des images collectives. Exécutés à la manière photoréaliste mais sans jamais suivre complètement les conventions du genre, ses personnages ne manquent pas de réalité. Ces « moules » du réel ressemblent beaucoup aux mains préhistoriques sur les parois des cavernes – ils existent, peu importe par qui et pourquoi ils ont été faits. » Le 7 décembre, deux des tableaux exposés, Crâne de Chichkan et Yeux, sont vendus aux enchères,.

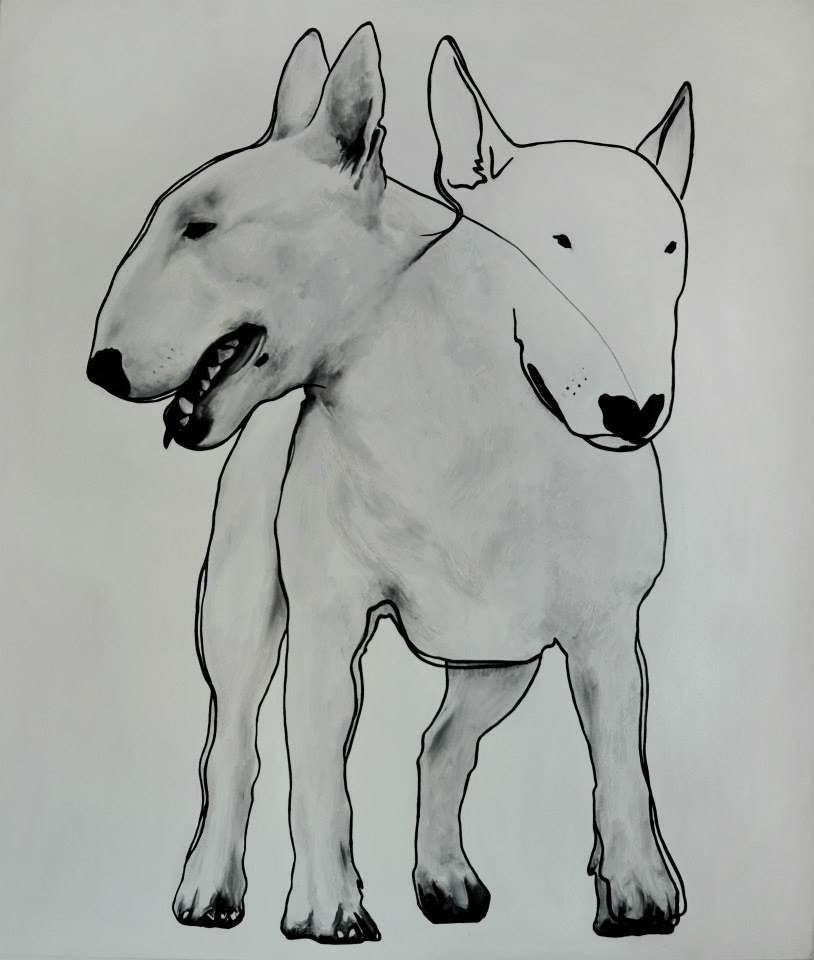
Chiens, 2013, huile sur toile, Centre d'art Greter, Kiev.

En 2012, Ouliana Néchéva participe au festival d'art contemporain Art Olimp de Kiev et au premier festival international d’art d’Odessa. Le 14 mars, son tableau Chien bleu est utilisé comme lot lors d’un événement caritatif organisé au profit de la fondation Sirius, qui patronne un refuge animalier,,. Le 22 novembre, elle présente une nouvelle exposition, intitulée « DRAMA », à la galerie Mystetskyi Prostir 365,. Il s’agit d’une série de peintures représentant des corps féminins à moitié nus.
En 2013, elle participe au festival d'art moderne de Kiev ; elle présente dans la même ville une « Rétrospective » à la Mainstream Girls Gallery. Le 29 novembre, elle participe à l'exposition « Hype » organisée dans la forteresse.

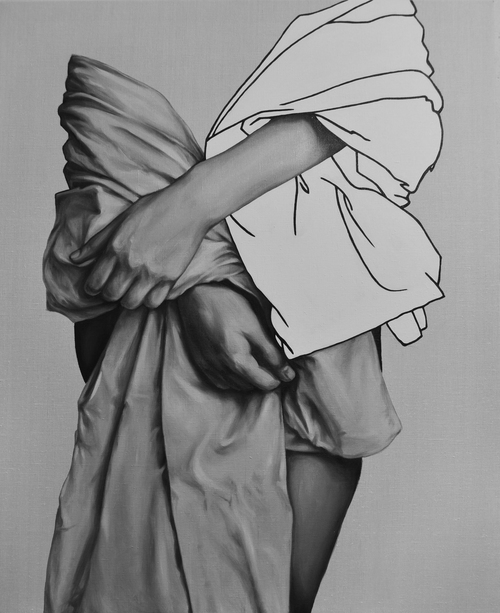
Colombe, 2013, huile sur toile, Institut d'art contemporain, Miami.

En avril 2014, le Centre d'art Greter de Kiev organise l'exposition « Phœnix : Renaissance ». Ouliana Néchéva est l'une des quatre artistes exposés, avec Maria Krivopishina, Petra Rubar et le sculpteur Dmitry Yves,,. En juin, le Centre accueille une autre exposition, intitulée « Illusion... Réalité ? », où les œuvres d'Ouliana Néchéva voisinent celles de deux autres artistes : Liliya Isyk et Petra Rybar,. Sur le site du magazine Ukurier, Darina Fialko écrit : « Parmi les œuvres de Néchéva exposées, on peut tomber amoureux des peintures en noir et blanc qui sont, selon les termes du communiqué de presse, « silencieuses à voix haute ». Chaque coup de pinceau donne des frissons, comme si les toiles s'adressaient au spectateur différemment : à voix haute et à voix basse, sévèrement et sensuellement. »
En 2016, la marchande d'art Anna Tourayeva lui propose d'exposer une série de ses œuvres à Art Basel,. Plusieurs de ses peintures, Colombe, Fille avec masque, Flamme noire, Bouleau, Crâne et Yeux, sont exposées à l'Institut d'art contemporain de Miami. En décembre 2016, elle participe à une exposition au Centre d'art contemporain M17 de Kiev, dans le cadre des Journées de la mode.

### Liste d'œuvres
Ouliana Néchéva se présente comme une artiste polyvalente, ayant réalisé une cinquantaine de peintures au cours de sa carrière ainsi que des illustrations d'ouvrages — comme le livre de poésie Être une île d'Artash Andriasov —, un grand nombre de dessins, des productions graphiques et divers projets ; parmi ses peintures, elle met en avant les suivantes :
- 2011 : Sang bleu, Branches, 3, Chinoise, Yeux, Poisson-perroquet, Fille, Lumière, Matin, Chien bleu, Rouge bleu, Palette, Autoportrait, Autoportrait. Rouge, Autoportrait. Jaune, Masque, Cheval de bois, Eau, Vent, Mulâtre ;
- 2012 : Nu, Bouleau, Fille avec un masque, Pois, Chiens, Femme, Silence ;
- 2013 : Au bord du sommeil, Vide, Cible, Ligne rouge, Mains volantes, Arôme du silence, Beauté du vieillissement, Rapide, Colombe, Division, Fleur des champs, Ficus, Réflexion, Crâne, Flamme noire[64].